# Општина Томешти (Јаши)
Томешти (рум. Tomeşti) општина је у Румунији у округу Јаши.
Oпштина се налази на надморској висини од 179 m.